# Parafia Najświętszej Maryi Panny Królowej Polski w Wejherowie
Parafia Najświętszej Maryi Panny Królowej Polski i Błogosławionego Stefana Kardynała Wyszyńskiego w Wejherowie – rzymskokatolicka parafia położona dokładnie na granicy dwóch dzielnic: Nanic i Śmiechowa w Wejherowie przy ulicy Rybackiej. Wchodzi w skład dekanatu Wejherowo w archidiecezji gdańskiej. Jest to jedna z dwóch parafii położonych po północnej stronie miasta, na terenie osiedla Śmiechowo – Północ i os. Kaszubskiego.

## Historia
Parafia została erygowana w 8 grudnia 1982 dekretem biskupim przez ordynariusza diecezji chełmińskiej – Mariana Przykuckiego. Początkowo została zbudowana tymczasowa kaplica. W 1984 Urząd Miasta wydał pozwolenie na budowę kościoła. Jednak najpierw powstał dom parafialny, a budowę kościoła rozpoczęto w 1986. Uroczystość konsekracji nowego kościoła odbyła się 25 października 1997, której przewodniczył arcybiskup metropolita gdański – Tadeusz Gocłowski CM.

### Kaplica parafialna
Tymczasowa kaplica wybudowana została w 1983 roku i służyła jako miejsce sprawowania liturgii mszalnej do momentu oficjalnej konsekracji kościoła. Później służyła jako miejsce święcenia pokarmów w Wielką Sobotę, a także okazjonalnie do innych celów. W 2013 została rozebrana, a zwolnione w ten sposób miejsce zostało przeznaczone na parking dla wiernych przyjeżdżających na mszę.

### Kościół parafialny
Kościół został wyposażony w nowoczesnym stylu. Na uwagę zasługuje prezbiterium z rzeźbą Pana Jezusa Zmartwychwstałego, a także witraże i inne elementy sakralnego wystroju.
1 lipca 2013 – Wejście w życie dekretu biskupiego o zmianie granic parafii. Część dotychczasowego obszaru parafii wcielono do nowej parafii pw. św. Karola Boromeusza – erygowanej w 2011.

## Proboszczowie
- 1982–2012: ks. prał. Zygmunt Maliński[1][2][3]
- 2012–2021: ks. kan. Piotr Żynda[4]
- od 1 VII 2021: ks. kan. mgr Andrzej Nowak[5][6]
  - członek Rady Kapłańskiej od 17 I 2022
  - kapelan „Wiara i Światło” Prowincja Polska Północna[7] od 19 III 2019